# Práxias e Andróstenes
Práxias e Andróstenes (em grego clássico: Πραξίας, Ἀνδροσθένης) foram escultores gregos, que Pausânias (x. 19, 4) disse ter executado os frontões do templo de Apolo em Delfos. Ambos eram atenienses, sendo Práxias um aluno de Cálamis. A declaração levanta dificuldades históricas, pois, de acordo com os líderes das recentes escavações francesas em Delfos, o templo de Apolo foi destruído por volta de 373 a.C. e reconstruído em 339 a.C., uma data que parece tarde demais para a vida de um aluno de Cálamis. De qualquer forma, não foram encontrados fragmentos dos frontões deste templo posterior, e foi sugerido que eles fossem removidos corporalmente para Roma.